# 玛拉 (圣经)
玛拉（希伯來語：‎）是圣经中的一个地点，以色列人在出埃及时经过的一站。根据出埃及记记载，以色列人过红海后，在书珥的旷野走了三天，根据民数记记载，以色列人过红海后，进入书珥的旷野，又在伊坦的旷野走了三天。他们找不着水。此处的水苦，所以地名称为“玛拉”。以色列人无法喝，于是向摩西发怨言。摩西在得到耶和华的指示后，把一棵树丢进水里，水就变甜，适于以色列人饮用。
然后，在这里，耶和华为以色列人定了律例、典章，在那里试验他们。
以色列人离开玛拉后，就到达以琳。